# Voievodske, Ciutove
Voievodske (în ucraineană Воєводське) a fost un sat în comuna Skîbivka din raionul Ciutove, regiunea Poltava, Ucraina, desființat în 2003.

## Demografie
Componența lingvistică a localității Voievodske
     Ucraineană (100%)
Conform recensământului din 2001, toată populația localității Voievodske era vorbitoare de ucraineană (100%).